# Brahim Salaheddine
Brahim Salaheddine (en arabe : براهيم صلاح الدين) est un footballeur algérien né le 7 décembre 1975 à Chéraga dans la wilaya d'Alger. Il évoluait au poste de gardien de but.

## Biographie
Brahim Salaheddine évolue en première division algérienne avec les clubs de l'USM Alger et du NA Hussein Dey. Il dispute 36 matchs.

## Palmarès
USM Alger
- Coupe d'Algérie (2) :
  - Vainqueur : 1998-99 et 2000-01.